# Larissa (Argo)
Larissa (in greco Λάρισα?, oppure Κάστρο Λάρισα, "Castello di Larissa") è l'antica e medievale acropoli di Argo, situata su un'alta collina rocciosa, all'interno dei confini della città. Secondo Strabone, ha preso il nome da un gruppo di Pelasgi. La vetta è occupata dalle rovine di un castello bizantino-veneziano, mentre al di sotto di esso, a circa metà del pendio della montagnasi trovano il monastero di Panagia Katakekrymeni-Portokalousa e il monastero di Agia Marina (Santa Margherita) ad Argo, un convento di suore. Il sito fu fortificato ed è stato in uso continuo per diciannove secoli.

## Storia

### Epoca antica
In epoca micenea, il principale insediamento e il tempio si trovavano sulla collina dell'Aspis, a nord di Larissa. Questa comunità che teneva il suo cimitero principale sul colle di Deiras, in epoca classica divenne il luogo della Porta di Deiras. Il pendio orientale di Larissa e il terreno pianeggiante a est furono abitati nel tardo Bronzo dai Dori, e il loro insediamento e il tempio divennero il nucleo dell'Argo classica.
Lungo le mura (analoghe alle lunghe mura ateniesi) collegate con Nauplia furono iniziate verso il 421 a.C. dagli ingegneri ateniesi. Ad un certo punto, nel timore di un'invasione minacciata degli Spartani, gli Argivi si impegnarono con uomini non qualificati, donne e schiavi a lavorare sul muro; nonostante questi sforzi, il muro fu completato solo a metà quando Argo fu attaccata dal re Agide II di Sparta, i cui uomini abbatterono poi tutte le mura.
Secondo un caso del tribunale ateniese dello Pseudo-Demostene, il Golfo Argolico era pieno di pirati che vendevano i loro beni rubati nell'agora di Argo in totale impunità. A un certo punto prima del 272 a.C. la città fu cinta da mura, dove Pirro fu ucciso assieme ai suoi uomini dato che furono intrappolati dentro nel momento in cui dovettero ritirarsi a causa del cadavere di un elefante da guerra.
Le mura successive collegavano due cittadelle tra Larissa e l'Apsis, e poi continuavano attorno alle loro pendici orientali per circondare la città classica. C'erano dei cancelli in ciascuna delle direzioni cardinali: le Porte di Deiras a ovest (sulla strada per Mantinea); la porta Nemeana a nord sulla strada per Nemea; la Porta Eilithuiana all'Heraion di Argo e Epidauro e la Porta di Kylabris sulla strada per Nauplia, entrambe ad est; e una porta a sud che portava a Tegea. Le mura circondavano solo le parti importanti della città classica e non tentavano di raggiungere il mare fino a Nauplia come le prime mura lunghe, estendendosi per un massimo di 300 metri ad est da Larissa prima di virare verso nord per completare infine il loro circuito all'Aspis.
Nel II secolo a.C., Argo e la Lega achea erano alleate con Filippo V di Macedonia, che era dapprima un avversario, quindi alleato di Roma. Gli argivi erano divisi tra partiti pro e anti-romani. I pro-romani firmarono un trattato con i Romani contro Filippo e portarono il comandante acheo Enesidemo, mentre gli anti-romani convocarono una forza macedone sotto Filocle per sostenerli. Le due parti si scontrarono nell'agorà sotto Larissa, ma i sostenitori di Enesidemo in minoranza si arresero. Enesidemo negoziò una tregua in base alla quale i suoi uomini potevano lasciare la città, ma lui stesso rifiutò l'offerta e venne ucciso. Nel 198 a.C. Filippo incontrò i rappresentanti della Lega achea per negoziare il ritorno di Argo e di Corinto sotto il controllo degli Achei, ma si decise invece di consegnare la città a Nabide, il re-tiranno riformista di Sparta, che occupò poi Larissa e Aspis con le sue truppe e mandò molti degli aristocratici all'esilio o a Sparta come ostaggi. Gli Achei si avvicinarono allora a Tito Quinzio Flaminino, che aveva già promesso di consegnare entrambe le città agli Achei se avesse sconfitto Filippo. Dopo la sconfitta di Filippo nella Battaglia di Cinocefale, Flaminino marciò con il suo esercito per collegarsi con la forza achea a Cleonae, da dove procedettero verso la piana Argiva per assediare Argo. Nabide aveva ulteriormente fortificato entrambe le cittadelle. Dopo la prima scaramuccia, Flaminino attese fuori dalle mura per vedere se gli Argivi si sarebbero ribellati contro Nabide; quando non lo fecero, fu persuaso dai suoi alleati greci a marciare verso sud per attaccare Sparta, mentre gli Spartani erano la fonte ultima del conflitto. Alla fine questa mossa costrinse Nabide a fare arrendere Argo al partito acheo. I Romani inizialmente occuparono sia Larissa che l'Aspis, ma Flaminino mantenne la sua parola e evacuò le truppe romane da lì e dall'Acrocorinto nel 194 a.C.
Larissa cadde in mano degli Ostrogoti sotto Alarico I nel 395 d.C., che vendette molti degli abitanti in schiavitù, e cadde in un'incursione slava nel 600 d.C.

### Medio evo

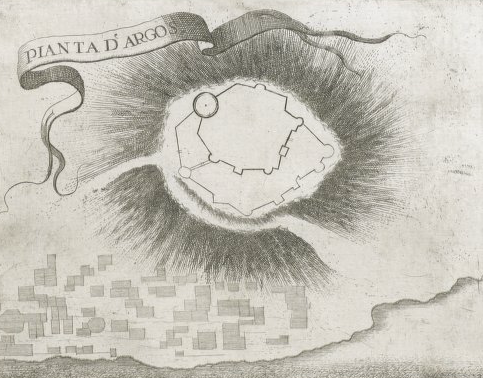

I Bizantini vi fondarono un nuovo castello nel XII secolo. Nel 1212 fu catturato dal crociato Goffredo di Villehardouin. Fu ceduto al duca di Atene, Oton de la Roche, in cambio di assistenza militare, diventando una delle principali fortezze della signoria di Argo e Nauplia. Nel XIV secolo subì riparazioni alle sue fondazioni, e sotto i suoi nuovi ufficiali giudiziari, i fratelli Walter e Francis Foucherolles, si mantennero veloci nonostante i saccheggi della Compagnia catalana, che aveva conquistato il ducato di Atene, e minacciavano anche l'Argolide.

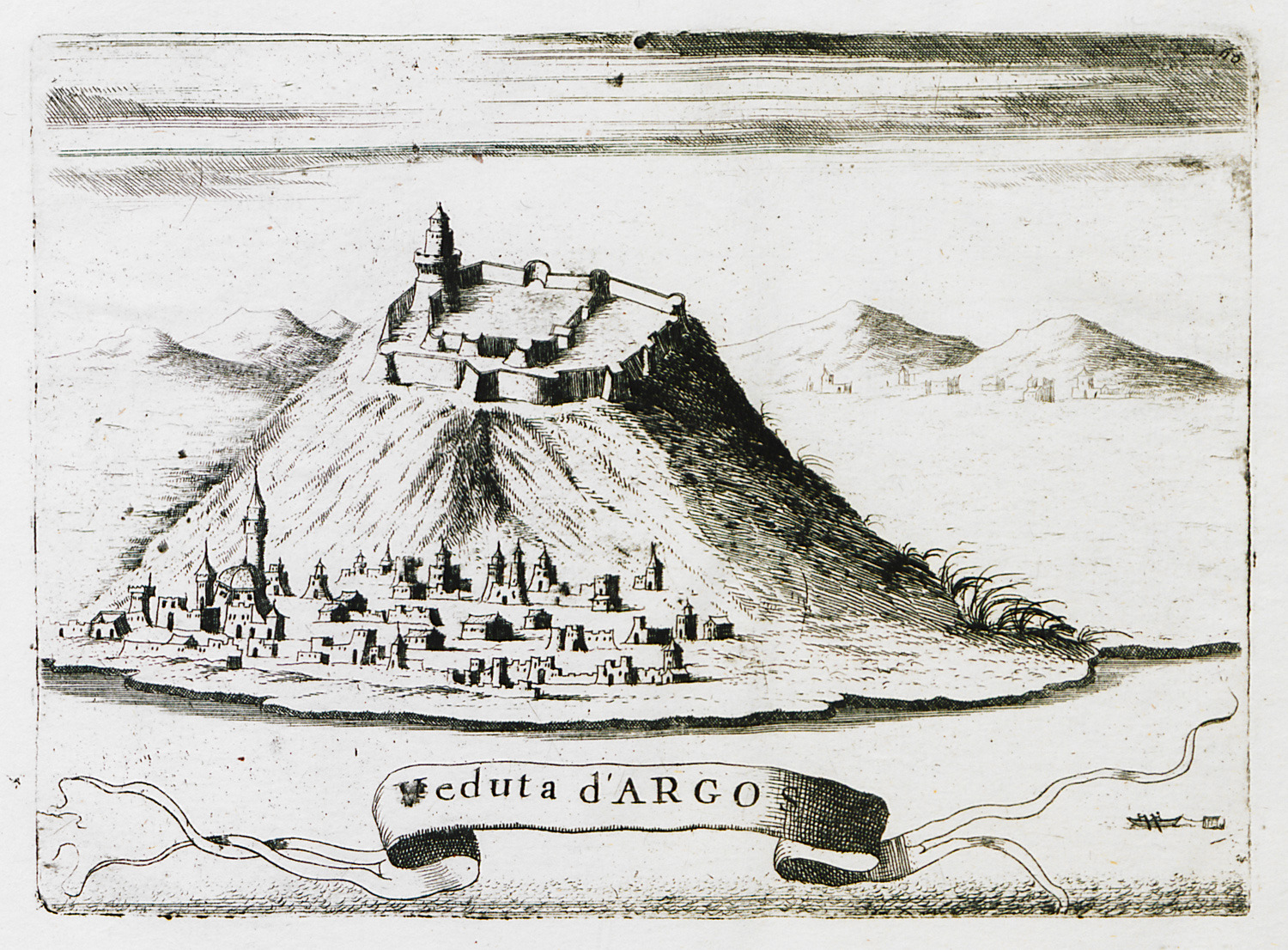
Argo con il castello di Coronelli

Nel 1388, Argo e Nauplia furono vendute dall'ultimo erede, Maria di Enghien, alla Repubblica di Venezia. Prima che Venezia potesse prendere il controllo, tuttavia, il Despota della Morea Teodoro I Paleologo, e il suo alleato e suocero Neri I Acciaioli li presero con l'aiuto di un esercito ottomano sotto Evrenos. Sebbene i veneziani fossero in grado di estromettere subito Nerio da Nauplia, Argo rimase nelle mani di Teodoro per sei anni. Nel 1393, Teodoro, insieme ad altri vassalli bizantini e serbi, fu convocato a Serres dal sultano ottomano Bayezid I. Dopo che gli altri vassalli si lamentarono del comportamento di Teodoro nell'usare mercenari albanesi per aggiungere Argo e altri luoghi nel Peloponneso ai suoi domini, Bayezid ordinò a Teodoro di accompagnarlo in una spedizione militare in Tessaglia con la cessione di Argo e Malvasia al controllo ottomano. Teodoro obbedì, ma in seguito fuggì e recuperò Malvasia, ma accettò di vendere Argo ai veneziani, che occuparono l'11 giugno 1394. Un anno dopo, la città di Argo fu saccheggiata dalle truppe della dinastia ottomana fresca della loro vittoria su un esercito crociato nella battaglia di Nicopoli; questi avevano già temporaneamente occupato Atene e avrebbero continuato a sconfiggere Teodoro prima di devastare il resto del Peloponneso e poi di ritirarsi. Argo e Larissa rimasero in mani veneziane fino alla conquista degli Ottomani allo scoppio della prima guerra ottomana-veneziana nel 1463.

### Epoca moderna
Nel 1821 il castello fu catturato da Demetrio Ypsilanti durante la Guerra d'indipendenza greca. La struttura giocò poco o non ebbe nessun ruolo nelle successive azioni militari. Un convento fu costruito nel XVIII secolo, seguito da un monastero maschile (ora chiesa) nel XIX secolo. Ad un certo punto durante la Guerra d'Indipendenza il monastero fu usato brevemente come una zecca nazionale per coniare monete per il governo provvisorio, prima che questa funzione fosse trasferita in una struttura ad Egina.

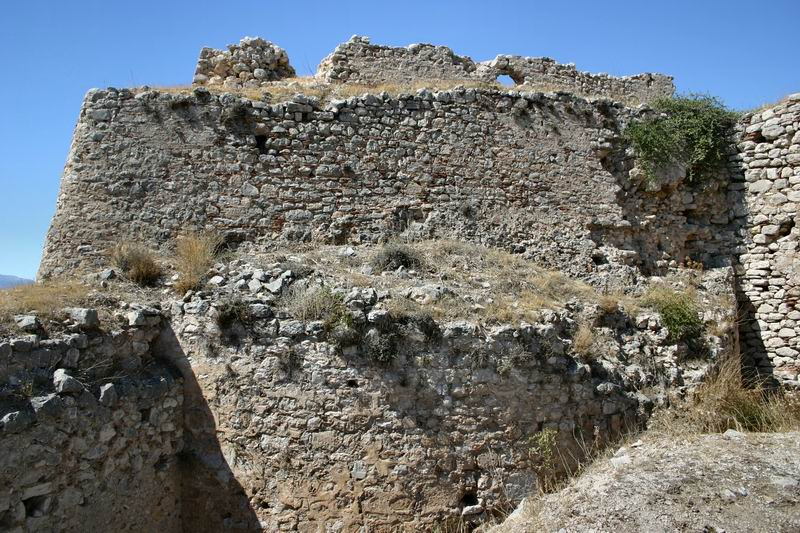
Un bastione poligonale veneziano dietro un bastione turco
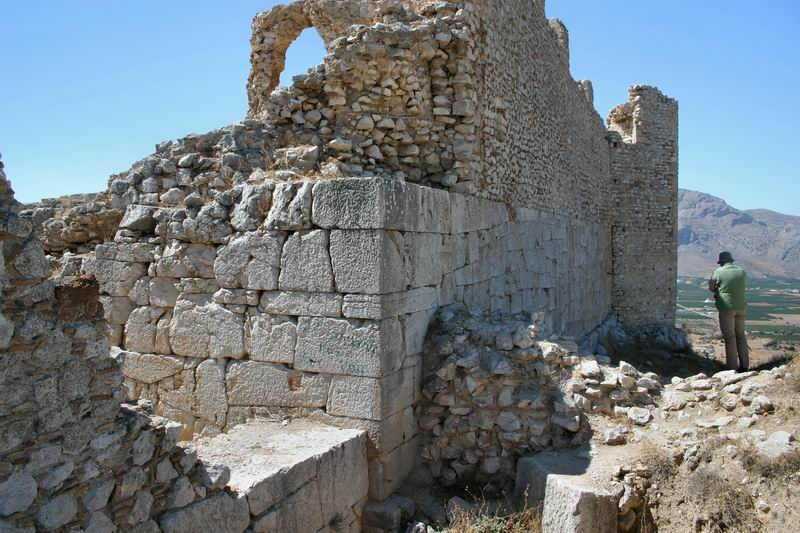
Mura ellenistiche
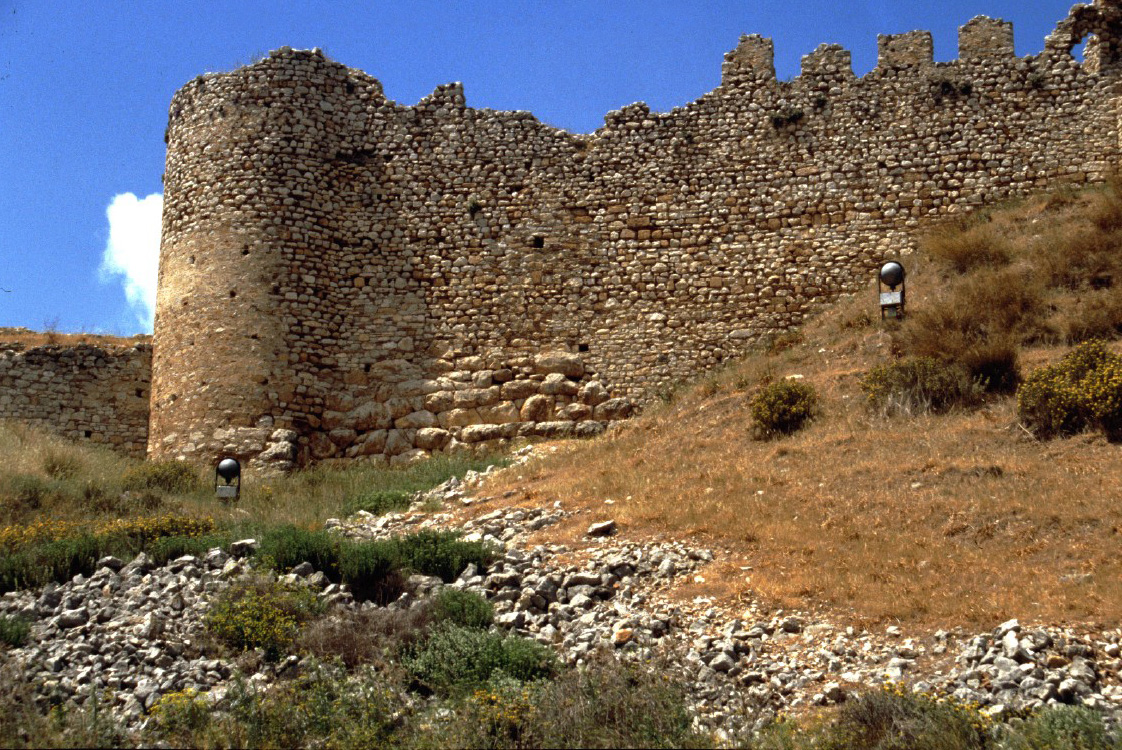
Mura francesi